# Trechus pomonae
Trechus pomonae är en skalbaggsart som beskrevs av Henry Clinton Fall. Trechus pomonae ingår i släktet Trechus och familjen jordlöpare. Inga underarter finns listade i Catalogue of Life.